# Пробуждение (железнодорожная станция, Калужская область)
Пробужде́ние — железнодорожная станция в Кировском районе Калужской области. Входит в состав сельского поселения «Село Фоминичи».

## География
Находится в юго-западной части Калужской области, на расстоянии приблизительно 28 км (по прямой) к востоку от города Киров, административного центра района, на 132 км перегона Фаянсовая — Сухиничи Главные.

## История
Станция образована при железной дороге Рославль-Сухиничи, движение по которой было открыто в 1935 году. Название соответствовало соседнему населённому пункту.

## Население
| 2002 | 2010 |
| ---- | ---- |
| 19   | ↘11  |

Постоянное население составляло 19 человек (русские 100 %) в 2002 году, 11 человек в 2010 году.